# Conjonctivite (South Park)
Pour les articles homonymes, voir conjonctivite.
Conjonctivite (Pink Eye en version originale)  est le 7e épisode de la première saison de la série South Park.

## Synopsis
Kenny meurt, écrasé par la station Mir. À la morgue, la sauce Worcestershire d'un des employés tombe accidentellement dans le réservoir servant au liquide d'embaumement, ce qui transforme Kenny en zombie. Ce que tout le monde pense être une épidémie de conjonctivite va alors ravager la ville...